# Vice-premier ministre de l'Ontario
Le vice-premier ministre de l'Ontario (en anglais : Deputy Premier of Ontario) est le numéro 2 du gouvernement en Ontario.

## Fonctions
Il seconde le premier ministre dans ses fonctions et est chargé généralement d'un autre ministère, il succède au premier ministre en cas de décès, démission, criminel, incapacité ou impeachment et si une femme a été élu gouvernement il y a aussi en cas qu'elle est enceinte pour l'absence de ce dernier.

## Liste des titulaires
| Années | Années            | Années            | Image  | Vice-premier ministre | Premier ministre | Parti politique           |
| ------ | ----------------- | ----------------- | ------ | --------------------- | ---------------- | ------------------------- |
|        | 21 septembre 1977 | 17 mai 1985       |        | Bob Welch             | Bill Davis       | Progressiste-conservateur |
|        | 17 mai 1985       | 26 juin 1985      |        | Bette Stephenson      | Frank Miller     | Progressiste-conservateur |
|        | 26 juin 1985      | 29 septembre 1987 | Vacant | Vacant                | David Peterson   | Libéral                   |
|        | 29 septembre 1987 | 1er octobre 1990  |        | Robert Nixon          | David Peterson   | Libéral                   |
|        | 1er octobre 1990  | 26 juin 1995      |        | Floyd Laughren        | Bob Rae          | Néo-démocrate             |
|        | 26 juin 1995      | 8 février 2001    |        | Ernie Eves            | Mike Harris      | Progressiste-conservateur |
|        | 8 février 2001    | 14 avril 2002     |        | Jim Flaherty          | Mike Harris      | Progressiste-conservateur |
|        | 15 avril 2002     | 22 octobre 2003   |        | Elizabeth Witmer      | Ernie Eves       | Progressiste-conservateur |
|        | 23 octobre 2003   | 21 septembre 2006 | Vacant | Vacant                | Dalton McGuinty  | Libéral                   |
|        | 21 septembre 2006 | 8 septembre 2009  |        | George Smitherman     | Dalton McGuinty  | Libéral                   |
|        | 8 septembre 2009  | 11 février 2013   |        | Dwight Duncan         | Dalton McGuinty  | Libéral                   |
|        | 11 février 2013   | 17 janvier 2018   |        | Deb Matthews          | Kathleen Wynne   | Libéral                   |
|        | 17 janvier 2018   | 29 juin 2018      | Vacant | Vacant                | Kathleen Wynne   | Libéral                   |
|        | 29 juin 2018      | 24 juin 2022      |        | Christine Elliott     | Doug Ford        | Progressiste-conservateur |
|        | 24 juin 2022      | en cours          |        | Sylvia Jones          | Doug Ford        | Progressiste-conservateur |